# Otto F. Babler
Otto F. Babler 

Fotograf: unbekannt

Link zum Foto

(Bitte Urheberrechte beachten)
Otto F. Babler, auch Otto František Babler oder Otto Franjo Babler (* 26. Januar 1901 in Zenica, damals Österreich-Ungarn, heute Bosnien und Herzegowina; † 24. Februar 1984 in Olomouc, Tschechoslowakei, heute Tschechien), war ein tschechischer Schriftsteller, Verleger, Bibliotheksdirektor und Übersetzer, der zahlreiche Sprachen beherrschte und mit ca. 4.000 Übersetzungen zu den produktivsten tschechischen Übersetzern gehört.

## Leben und Werk
Babler wurde als Sohn eines altösterreichischen Vaters und einer mährischen Mutter in der bosnischen Stadt Zenica geboren. Seine Eltern waren der Arbeit wegen in die zur Österreichisch-Ungarischen Monarchie gehörende Stadt gezogen. Nachdem sein Vater, ein Verwaltungsbeamter, früh verstorben war, lebte Babler zusammen mit seiner Mutter bis zum Ausbruch des Ersten Weltkrieges bei Verwandten im nahe gelegenen Sarajevo.
In Sarajewo wurden zu Beginn des 20. Jahrhunderts parallel zahlreiche Sprachen gesprochen. Das führte dazu, dass der dort aufwachsende Babler neben Tschechisch, Deutsch (durch seine Eltern) und Serbokroatisch (Verkehrssprache in Sarajewo) in der Schule Französisch und Lateinisch erlernte. Später kamen Englisch, Italienisch, Polnisch und Russisch hinzu. Noch später befasste sich Babler auch mit Kaschubisch, Provenzalisch und Sorbisch. Einige der slawischen Sprachen brachte sich Babler autodidaktisch bei.
In der Folge des Attentats auf den Thronfolger Österreich-Ungarns, Erzherzog Franz Ferdinand, und dessen Ehefrau Sophie Chotek, Herzogin von Hohenberg am 28. Juni 1914 zog Babler mit seiner Mutter und der Verwandtschaft zurück nach Böhmen in die Stadt Olmütz/Olomouc, aus der die Verwandtschaft ursprünglich stammte.
Nach dem Abitur 1919 am deutschen k. k. Staats-Gymnasium begann Babler als freiberuflicher Übersetzer zu arbeiten. Zeit seines Lebens hatte sich Babler als „Werkmann am Buch“ gesehen und als Vermittler von Kulturen durch Überwindung der Sprachbarriere. Ursprung dieser altruistischen Einstellung war nach eigener Aussage ein Erlebnis in seiner Kindheit in Bosnien, als er sah, wie benachteiligt dortige Kinder wegen mangelnder Sprachkenntnisse waren.
Otto F. Babler

Fotograf: unbekannt

Link zum Foto

(Bitte Urheberrechte beachten)
Da Verleger zu Beginn von Bablers Übersetzertätigkeit wenig Interesse an seinen Arbeiten zeigten, begann er, seine Werke in bibliophilen Kleinauflagen von jeweils nicht mehr als 350 Exemplaren selbst zu verlegen, und wurde so zum Mitbegründer der Mährischen bibliophilen Gesellschaft. Aus dieser Zeit stammte auch Bablers Kontakt zu Otokar Březina und Jakub Deml, bedeutenden tschechischen Schriftstellern ihrer Zeit. Er übersetzte sowohl in als auch aus mehreren Sprachen, so unter anderem Deutsch, Tschechisch, Englisch, Italienisch und Russisch. Er übersetzte unter anderem Werke von Ivo Andrić, Achim von Arnim, Martin Buber, Josef Čapek, Franz Kafka, Ludvík Kundera, Edgar Allan Poe, Erich Maria Remarque, Rainer Maria Rilke, Adalbert Stifter und Anna Seghers. Die Themen reichten dabei von Kinderbüchern wie Geschichten vom Hündchen und vom Kätzchen, über Gedichte wie in Mozart in Prag oder Karel Hynek Máchas Epos Máj, Romane von Remarque und Seghers bis hin zu der Der Rabe von Poe. Als Bablers Opus magnum gilt Dante Alighieris Göttliche Komödie, die er zusammen mit Jan Zahradníček ins Tschechische übertrug. Babler gehörte neben Jaroslav Vrchlický und Jan Blokša zu den führenden tschechischen Dante-Forschern. Seine 400 Bände umfassende Dante-Bibliothek vermachte er der Universitätsbibliothek Olomouc.
Neben diesen im weitesten Sinne schriftstellerischen Tätigkeiten war er auch der führende Vertreter der örtlichen Bibliophilen sowie Förderer von Malern, Bildhauern und Grafikern der Region. Mit seiner Ehefrau Mary Mejsnarová, die er 1928 geheiratet hatte, zog er anschließend nach Samotišky, einem kleinen, einsam gelegenen Dorf bei Olomouc, um in Ruhe arbeiten zu können. 1930 wurde das einzige Kind, ein Sohn, geboren. 1936 wurde er Bibliothekar (und später Bibliotheksdirektor) der Handelskammer Olomouc und in den 1940ern Jahren arbeitete er als Lektor für Serbokroatisch an der Palacký-Universität Olmütz. In dieser Zeit gab Babler auch über mehrere Jahre hinweg Bücher seiner Edition Hlasy (Stimmen) heraus und arbeitete für verschiedene Zeitschriften, wie z. B. Zeitschrift für Bücherfreunde, Philobiblon, Notes and Queries, De Gulden Passer, Jahrbuch der deutschen Dante-Gesellschaft oder Rivista de Letterature Slave. Diese Arbeiten musste Babler nach der deutschen Besetzung des Sudetenlandes in der Folge des Münchner Abkommen von 1938 einstellen. In der Zeit bis Kriegsende 1945 übersetzte er Dantes Göttliche Komödie. Da Babler nicht der Tschechoslowakischen Kommunistischen Partei angehörte, dauerte es aber bis 1952, bis der alles kontrollierende Tschechoslowakische Schriftstellerverband die Druck- und Publikationserlaubnis dafür erteilte. Die Dante-Übersetzung war so erfolgreich, dass sie in den folgenden Jahren in mehreren Neuauflagen erschien. Ab 1956 arbeitete er nur noch als freier Übersetzer. Seit 1973 war Babler zudem korrespondierendes Mitglied des Adalbert-Stifter-Instituts in Linz. Ab Mitte der 1950er verschlechterte sich seine Sehkraft, sodass er vorzeitig in Ruhestand gehen musste und eine Invalidenrente bezog. Am Ende seines Lebens war Babler erblindet.